# Renault 4CV

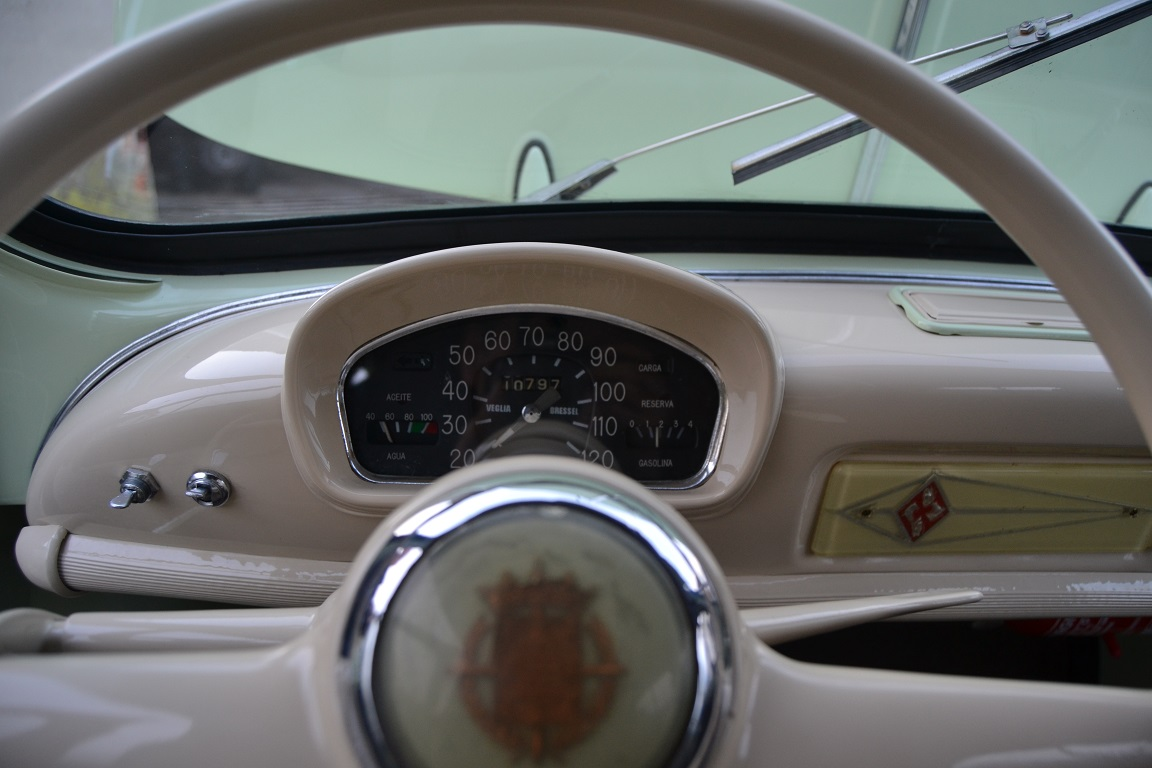
Renault 4/4 Cuadro Capilla FASA

El Renault 4CV es un automóvil de bajo precio que fue producido por el fabricante francés Renault desde agosto de 1947 hasta julio de 1961.

## Historia

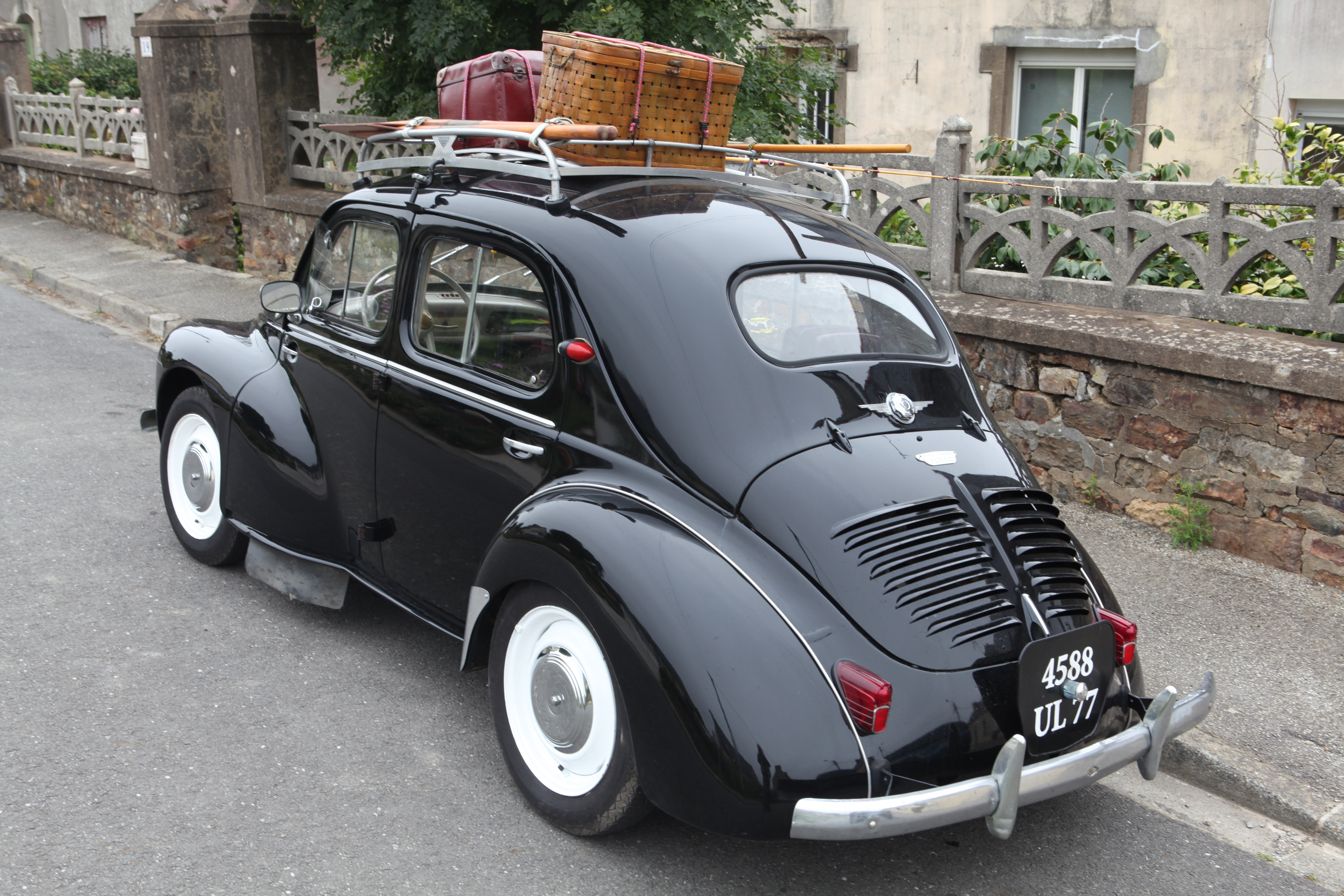
Renault 4CV

La presentación del modelo se realizó con bombo y platillo en el Salón de París en octubre de 1946. Previamente la prensa había recibido al nuevo coche el 26 de septiembre de 1946. El Renault 4 CV, denominación comercial adoptada, representaba el resurgimiento de Renault y el buque insignia de la reciente empresa nacionalizada: la Regie Renault. La rapidez de su lanzamiento hizo que las unidades presentadas tuvieran que ser pintadas con restos de pintura amarillo oscuro (Dunkelgelb) del África Korps, sobrantes del periodo de la ocupación alemana durante la Segunda Guerra Mundial. Las llantas eran de color rojo. Ya bien entrado el año 1947, concretamente el 16 de agosto, empezaron a salir las primeras unidades de la cadena de la Isla Seguin (Boulogne-Billancourt).
Se fabricaron un total de 1 105 543 unidades entre 1947 y 1961

## El Renault 4CV en España

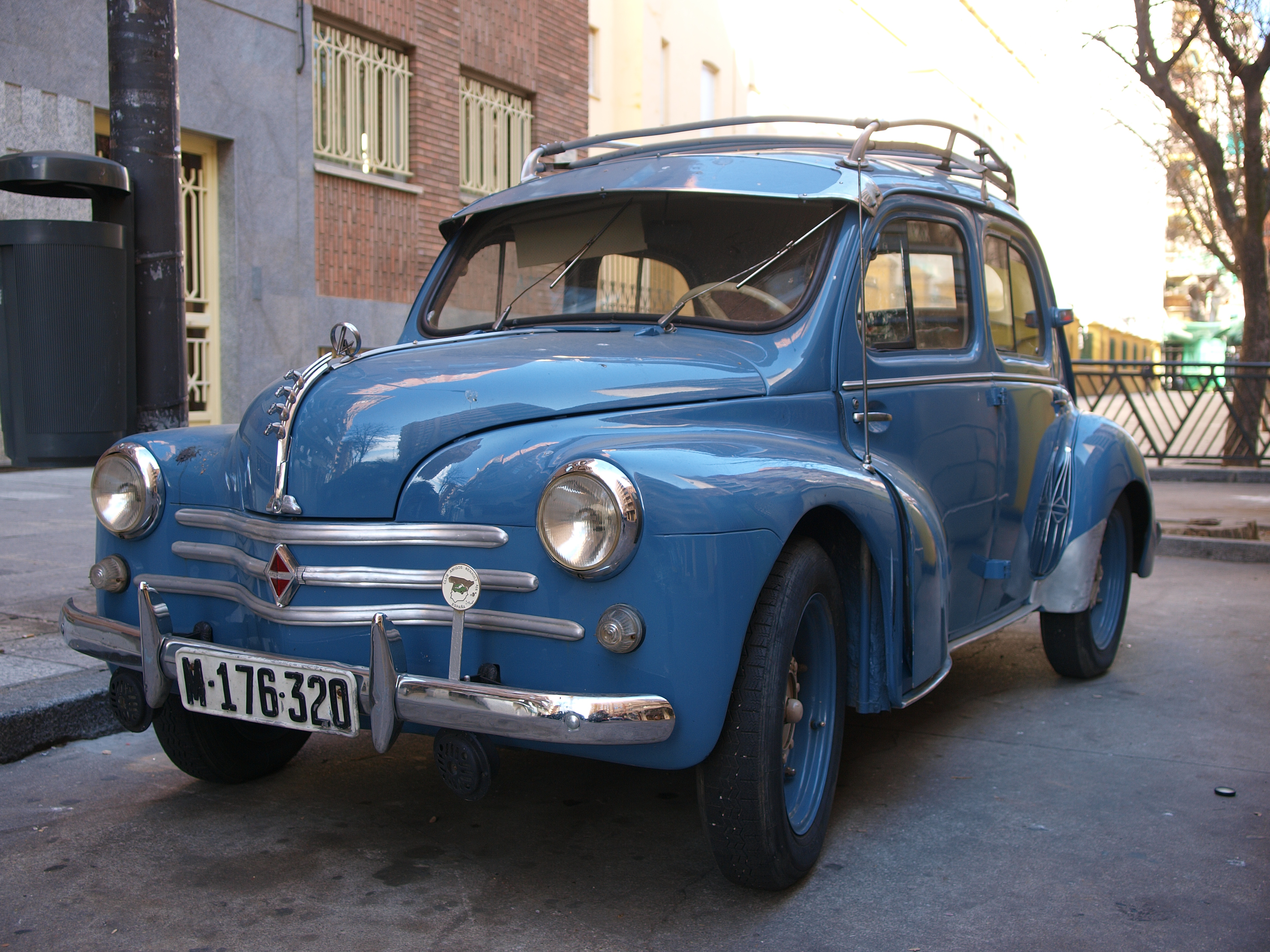
Renault 4CV fabricado en España por FASA (1957)

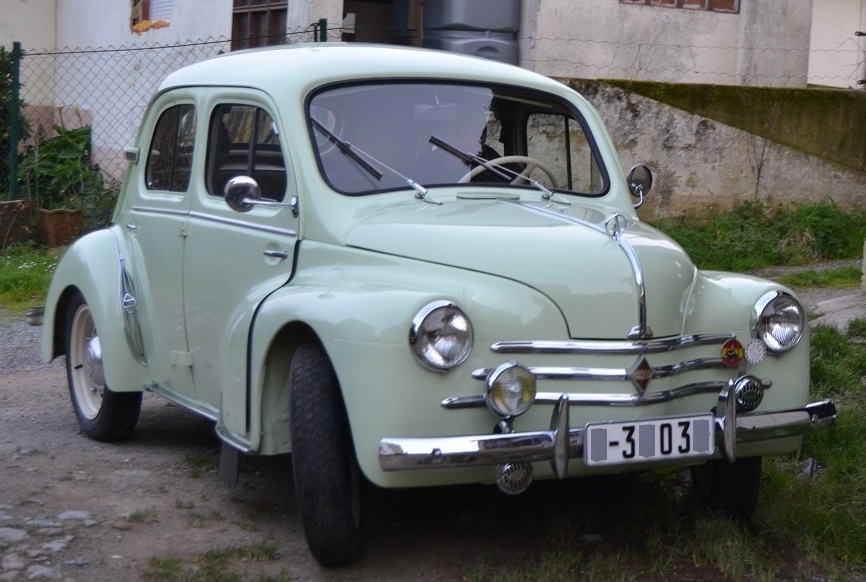
Renault 4CV Modelo Capilla FASA (1959)

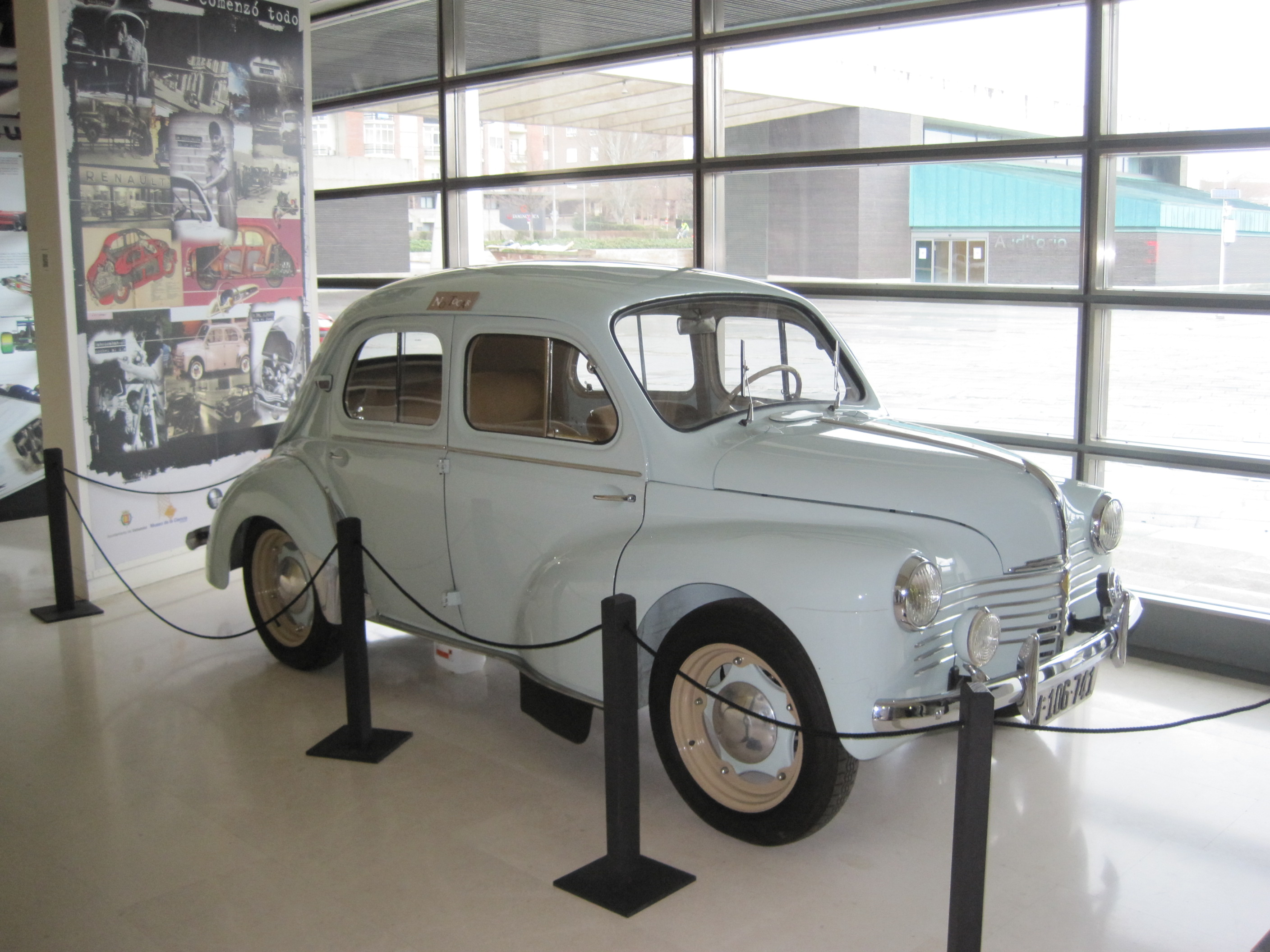
El primer ejemplar del Renault 4CV fabricado por FASA-Renault en la factoría de Valladolid. Este ejemplar se encuentra en el Museo de la Ciencia de Valladolid. La compañía se estableció en 1951 en la ciudad como FASA (Fabricación de Automóviles Sociedad Anónima).

El apelativo popular de «cuatro-cuatro» vino importado de Francia con las primeras unidades que llegaron a España a finales de los cuarenta. La característica de tener cuatro puertas, cuatro plazas y cuatro caballos fiscales franceses, hicieron de caldo de cultivo para el apelativo «quatre-quatre». En España se importó tal cual, «españolizando» el nombre y los caballos fiscales que, debido al distinto modo de medir la potencia fiscal en España, pasaron a ser siete en vez de cuatro.

### Especificaciones
Especificaciones del Renault 4 CV construido por FASA-Renault en Valladolid. 
- Motor: gasolina trasero longitudinal con 4 cilindros en línea. Este motor tiene un bloque de fundición con camisas húmedas intercambiables, culata de aluminio, y cigüeñal de tres apoyos, capacidad de aceite 2 l.
- Cilindrada: 747 cm3.
- Diámetro y carrera: 54,5 mm x 80 mm
- Potencia: 17/21 CV. Par máximo 43-50 Nm
- Alimentación: por carburador Solex (22 BIC). Encendido mecánico (platinos) Orden de Encendido {1,3,4,2}
- Doble filtro de aire uno de elemento seco y otro en baño de aceite ambos de marca KIMBY
- Instalación eléctrica Dinamo (generador) 6 Volts, Equipados por FEMSA Madrid.
- Refrigeración: por agua en circuito abierto con bomba mecánica, capacidad 4,6 L .
- Transmisión: caja de cambios con palanca al piso de tres velocidades y marcha atrás, primera y marcha atrás NO sincronizadas.
- Carrocería: autoportante de acero con cuatro plazas y cuatro puertas basculantes sobre pilar central, puertas delanteras suicidas
- Dirección: de cremallera.
- Llantas de acero tipo estrella de 5 espárragos en 15 pulgadas
- Neumáticos con cámara  135 r15
- Frenos hidráulicos de tambor en las cuatro ruedas
- Suspensión independiente de muelles en las cuatro ruedas
- Dimensiones: 3,63 m de largo, 1,43 m de ancho, y 1,47 m de alto.
- Batalla: 2,1 m
- Depósito de combustible: 27,5 l
- Peso: 600 kg
- Velocidad máxima: 90 km/h
- Algo muy curioso es que venían equipados con dos bocinas (claxon) "FEMSA" la primera con un sonido más bajo (ciudad) y si se oprime el botón más profundo se activa la segunda bocina con un tono más alto (carretera)
- Los primeros modelos la puesta en marcha es manual por medio de un tirador y posteriormente con puesta en marcha con "automático"
- Debido a la diferencia en las molduras de la calandra se conocen dos modelos: primero 6 bigotes y posteriormente 3 bigotes

- Por la forma del cuadro y la posición en el salpicadero se conocen 3 modelos que son primeramente "herradura" posteriormente "orejas" estos dos modelos tienen el cuadro en el centro del salpicadero y por último "capilla" que cambia la posición tras el volante al frente del conductor.